# Bahnstrecke Gotha–Leinefelde
| |                                   |                                                |                                                |
| Streckennummer: | 6296                              |                                                |                                                |
| Kursbuchstrecke (DB): | 604                               |                                                |                                                |
| Kursbuchstrecke: | 171 (1934)                        |                                                |                                                |
| Streckenlänge: | 67,1 km                           |                                                |                                                |
| Spurweite: | 1435 mm (Normalspur)              |                                                |                                                |
| Streckengeschwindigkeit: | 160 km/h                          |                                                |                                                |
| Zugbeeinflussung: | PZB, ZUB262 (Bufleben–Leinefelde) |                                                |                                                |
| |                                   |                                                |                                                |
| \| \| \| von Bebra \| \| \| \| \| von Gräfenroda \| \| \| \| 0,051 \| Gotha \| 306 m \| \| \| \| von und nach Halle (Saale) Hbf \| \| \| \| 3,180 \| Gotha Ost \| Gotha Ost \| \| \| \| von Großenbehringen \| \| \| \| 7,263 \| Bufleben \| Bufleben \| \| \| 12,110 \| Ballstädt (b. Gotha) \| Ballstädt (b. Gotha) \| \| \| \| nach Straußfurt \| \| \| \| 16,285 \| Eckardtsleben \| Eckardtsleben \| \| \| \| Haussömmern – Bad Langensalza \| \| \| \| \| von Kühnhausen \| \| \| \| \| von Haussömmern \| \| \| \| 21,320 \| Bad Langensalza \| 207 m \| \| \| 26,000 \| Schönstedt \| Schönstedt \| \| \| 29,340 \| Großengottern \| 192 m \| \| \| 33,335 \| Seebach (Kr. Mühlhausen) \| 190 m \| \| \| \| von Ebeleben \| \| \| \| \| von Treffurt \| \| \| \| 39,968 \| Mühlhausen (Thür) \| 202 m \| \| \| 42,980 \| Ammern \| Ammern \| \| \| 48,447 \| Dachrieden \| Dachrieden \| \| \| 53,15 \| Breitenbich \| Breitenbich \| \| \| 57,787 \| Silberhausen \| 370 m \| \| \| \| nach Hüpstedt \| \| \| \| \| von Treysa \| \| \| \| 58,900 \| Silberhausen Trennungsbahnhof \| 380 m[1] \| \| \| 63,837 \| Birkungen \| Birkungen \| \| \| \| Industriebahnanschluss ehem. Baumwollspinnerei \| \| \| \| \| Industriebahnanschluss \| \| \| \| \| von Halle (Saale) Hbf \| \| \| \| 67,120 \| Leinefelde \| 339 m \| \| \| \| nach Wulften \| \| \| \| \| nach Hann. Münden \| \| |                                   |                                                |                                                |
| Strecke |                                   | von Bebra                                      | von Bebra                                      |
| Abzweig geradeaus und von rechts |                                   | von Gräfenroda                                 | von Gräfenroda                                 |
| Bahnhof | 0,051                             | Gotha                                          | 306 m                                          |
| Abzweig geradeaus, nach rechts und von rechts |                                   | von und nach Halle (Saale) Hbf                 | von und nach Halle (Saale) Hbf                 |
| Bahnhof | 3,180                             | Gotha Ost                                      | Gotha Ost                                      |
| Abzweig geradeaus und ehemals von links |                                   | von Großenbehringen                            | von Großenbehringen                            |
| Haltepunkt / Haltestelle | 7,263                             | Bufleben                                       | Bufleben                                       |
| Bahnhof | 12,110                            | Ballstädt (b. Gotha)                           | Ballstädt (b. Gotha)                           |
| Abzweig geradeaus und ehemals nach rechts |                                   | nach Straußfurt                                | nach Straußfurt                                |
| Haltepunkt / Haltestelle | 16,285                            | Eckardtsleben                                  | Eckardtsleben                                  |
| Kreuzung geradeaus oben |                                   | Haussömmern – Bad Langensalza                  | Haussömmern – Bad Langensalza                  |
| Abzweig geradeaus und von rechts |                                   | von Kühnhausen                                 | von Kühnhausen                                 |
| Abzweig geradeaus und von links |                                   | von Haussömmern                                | von Haussömmern                                |
| Bahnhof | 21,320                            | Bad Langensalza                                | 207 m                                          |
| Haltepunkt / Haltestelle | 26,000                            | Schönstedt                                     | Schönstedt                                     |
| Bahnhof | 29,340                            | Großengottern                                  | 192 m                                          |
| Haltepunkt / Haltestelle | 33,335                            | Seebach (Kr. Mühlhausen)                       | 190 m                                          |
| Abzweig geradeaus und ehemals von rechts |                                   | von Ebeleben                                   | von Ebeleben                                   |
| Abzweig geradeaus und ehemals von links |                                   | von Treffurt                                   | von Treffurt                                   |
| Bahnhof | 39,968                            | Mühlhausen (Thür)                              | 202 m                                          |
| Haltepunkt / Haltestelle | 42,980                            | Ammern                                         | Ammern                                         |
| Bahnhof | 48,447                            | Dachrieden                                     | Dachrieden                                     |
| ehemaliger Haltepunkt / Haltestelle | 53,15                             | Breitenbich                                    | Breitenbich                                    |
| Haltepunkt / Haltestelle | 57,787                            | Silberhausen                                   | 370 m                                          |
| Abzweig geradeaus und ehemals nach rechts |                                   | nach Hüpstedt                                  | nach Hüpstedt                                  |
| Abzweig geradeaus und ehemals von links |                                   | von Treysa                                     | von Treysa                                     |
| ehemaliger Bahnhof | 58,900                            | Silberhausen Trennungsbahnhof                  | 380 m                                          |
| Haltepunkt / Haltestelle | 63,837                            | Birkungen                                      | Birkungen                                      |
| Abzweig geradeaus und von links |                                   | Industriebahnanschluss ehem. Baumwollspinnerei | Industriebahnanschluss ehem. Baumwollspinnerei |
| Abzweig geradeaus und ehemals nach links |                                   | Industriebahnanschluss                         | Industriebahnanschluss                         |
| Abzweig geradeaus und von rechts |                                   | von Halle (Saale) Hbf                          | von Halle (Saale) Hbf                          |
| Bahnhof | 67,120                            | Leinefelde                                     | 339 m                                          |
| Abzweig geradeaus und ehemals nach rechts |                                   | nach Wulften                                   | nach Wulften                                   |
| Strecke |                                   | nach Hann. Münden                              | nach Hann. Münden                              |

Die Bahnstrecke Gotha–Leinefelde ist eine nichtelektrifizierte Eisenbahnstrecke zwischen Gotha und Leinefelde in Thüringen. Sie wurde 1870 durch die Thüringische Eisenbahn-Gesellschaft eröffnet. Die Streckenlänge beträgt etwa 67,1 Kilometer. Alle zwei Stunden verkehren Regionalexpress-Züge der Baureihe 612 zwischen Göttingen und Glauchau (RE 1). Zwischen diesem Takt verkehren als Nordthüringenbahn außerdem die Regionalbahnen der Linie RB 52 (Erfurt Hbf–Leinefelde) und RB 53 (Gotha–Bad Langensalza) sowie die Regionalexpresse der Linie RE 2 (Erfurt Hbf–Kassel-Wilhelmshöhe). Alle Linien werden seit Dezember 2013 von DB Regio Südost betrieben, wobei die Regionalbahnzüge und die neue Expresslinie RE 2 mit Triebwagen der Baureihen 641 bzw. 642 bedient werden. Die planmäßige Fahrzeit liegt bei etwa vierzig Minuten (Regionalexpress) und etwa einer Stunde (Regionalbahnen mit Umsteigen).
Sie ist damit Teil der derzeit schnellsten Verbindung von Jena, Weimar und Erfurt nach Hannover.

## Geschichte
Bereits in den 1840er Jahren wurde über eine Eisenbahn von Hannover nach Bayern durch Thüringen nachgedacht. Als sich der Bau der Hannöverschen Südbahn Hannover–Göttingen (–Kassel, eröffnet 1854) und der Bahnstrecke Eisenach–Lichtenfels (eröffnet 1859) abzeichnete, wurde eine Verbindung dieser Bahnen über Mühlhausen geplant. Von Göttingen bis Leinefelde sollte das provisorische Westende der Bahnstrecke Halle–Hann. Münden mitbenutzt werden (Nordhausen–Leinefelde–Arenshausen–Friedland–Göttingen 1867 eröffnet). Jedoch konnten sich die beteiligten Staaten (Hannover, Preußen, Sachsen-Weimar und Sachsen-Coburg und Gotha) lange nicht auf eine Trassierung einigen, insbesondere war der südliche Endbahnhof (Eisenach, Gotha oder Erfurt) umstritten. Am Ende einigte man sich auf Gotha, 1868 konnte der Bau beginnen, 1870 wurde der Verkehr aufgenommen. Um an die Werrabahn anzuschließen, wurde die Strecke von Osten in den seit 1847 bestehenden Bahnhof Gotha (Bahnstrecke Halle–Bebra) eingeführt. Dies führt dazu, dass die heute überwiegend von und nach Erfurt verkehrenden Züge in Gotha die Fahrtrichtung wechseln müssen.
Jedoch blieb der Erfolg als große Nordsüdachse aus, u. a. weil der Anschluss an die Werrabahn nur über einen Umweg möglich war. 1876 wurde die spätere Nord-Süd-Strecke der Bundesbahn zwischen Friedland und Bebra eröffnet, die kürzer ist und mit höherer Last befahrbar war (Steigungen 1:80 gegenüber 1:50 auf der Werrabahn). Bereits 1884 wurde die Bahnlinie zwischen Arenshausen und Friedland wieder aufgegeben, so dass von Gotha nach Göttingen in Eichenberg die Fahrtrichtung gewechselt oder umgestiegen werden musste.
Auch die 1880 angeschlossene Kanonenbahn blieb zweitrangig; immerhin wurde hierfür der Abschnitt Leinefelde–Silberhausen Trennungsbahnhof zweigleisig ausgebaut. Nach dem Versailler Vertrag wurde 1919/20 die Kanonenbahn einschließlich des Abschnittes Leinefelde–Silberhausen Trennungsbahnhof wieder eingleisig.

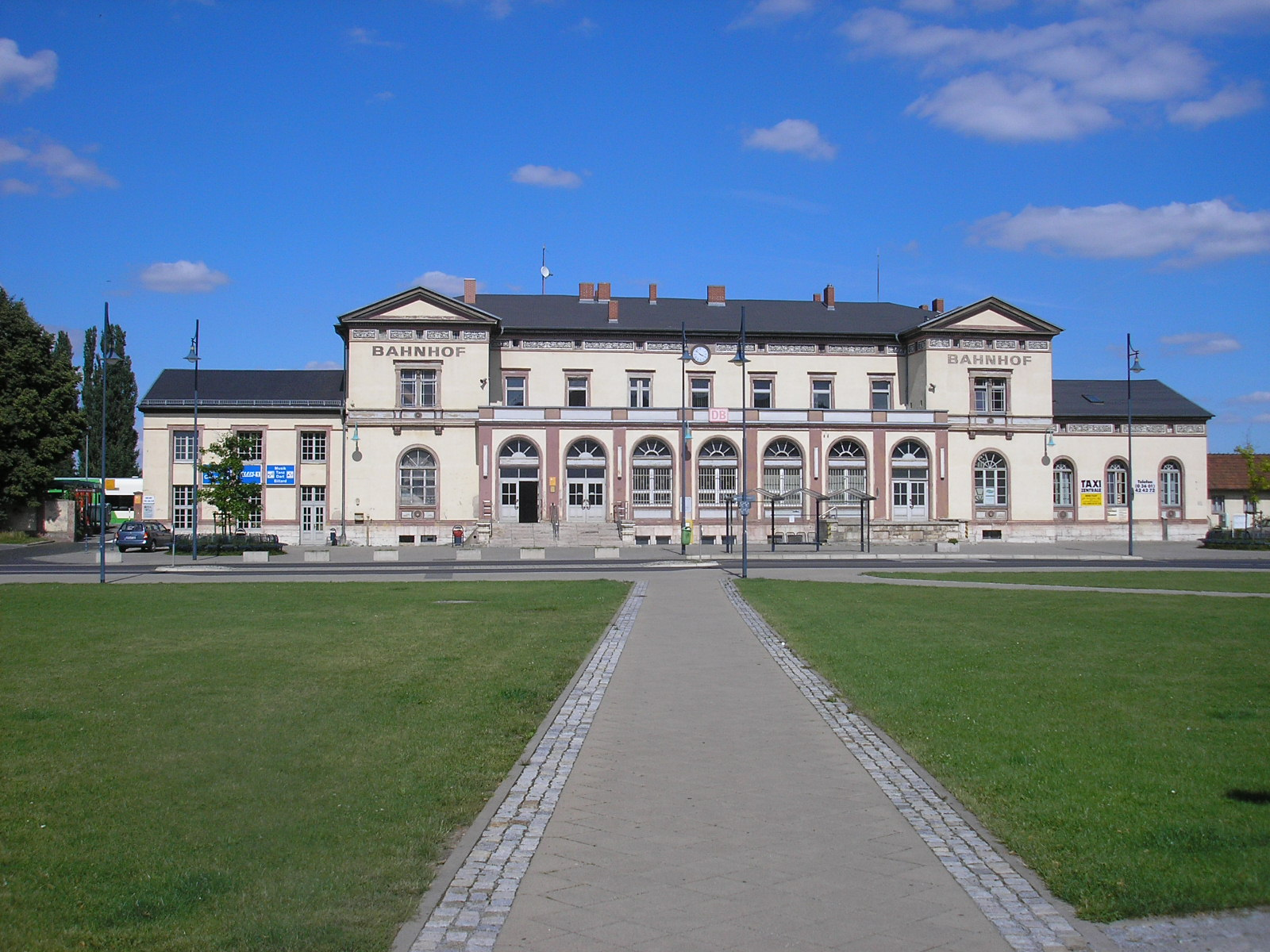
Bahnhof Mühlhausen

Bis 1945 diente die Bahn Gotha–Leinefelde hauptsächlich dem Regionalverkehr und dem Fernverkehr von Erfurt nach Hannover mit einzelnen Schnellzügen. Während der DDR-Zeit verkehrten Züge von Gotha entweder nach Leinefelde oder auch nur bis Mühlhausen und von Erfurt nach Bad Langensalza oder Mühlhausen.
Seit der Wiedervereinigung und der Wiedereröffnung der Bahnstrecke zwischen Arenshausen und Eichenberg 1990 werden Fahrten zwischen Erfurt und Kassel angeboten, nach Fertigstellung der Eichenberger Kurve seit 1998 auch nach Göttingen. Wegen immer schlechteren Gleiszustands auf der Bahnstrecke Kühnhausen–Bad Langensalza und wegen des Neubaus des Gothaer Viaduktes entstand bis 1993 die Kurve zur Umfahrung des Bahnhofs Gotha, die dann allerdings nur bis 1997 fahrplanmäßig genutzt wurde.
Die Bahnstrecke Leinefelde–Gotha wurde vom Land Thüringen als „ÖPNV-Musterstrecke Nr. 1“ für Neigetechnik bis 160 km/h ausgebaut. Nachdem sich dieses Modell als erfolgreich herausstellte, baute man auch die Bahnstrecke Neudietendorf–Ritschenhausen und die Bahnstrecke Weimar–Gera in dieser Weise aus. Auf der Regionalexpresslinie RE 1 werden Dieseltriebwagen der Baureihe 612 eingesetzt, sie erreichen Höchstgeschwindigkeiten bis 160 km/h: So betrug beispielsweise zwischenzeitlich die Reisezeit auf dem etwa neunzehn Kilometer langen Abschnitt zwischen Bad Langensalza und Mühlhausen neun Minuten, was einer durchschnittlichen Reisegeschwindigkeit von über 120 km/h entspricht.
Von Mai 2000 bis Dezember 2013 wurde die Linie RB 53 Gotha–Bad Langensalza von der Erfurter Bahn mit Regio-Shuttle-Triebwagen bedient. Danach wurde die Linie von DB Regio Südost übernommen. Die Züge dieser Linie verkehren von Gotha zweistündlich über Ballstädt nach Bad Langensalza und wieder zurück. Zum Einsatz kommen Triebwagen der Baureihe 641 (Alstom Coradia A TER).

## Ausblick
Die Thüringer Landesregierung hat die Elektrifizierung der Bahnstrecke als Projektvorschlag zum Bundesverkehrswegeplan 2030 angemeldet. Dort wurde sie mittlerweile als vordringlicher Bedarf eingestuft. Parallel zur Elektrifizierung sollen die Streckenklasse auf den Hauptstreckenstandard D4 (Radsatzlast 22,5 t; Meterlast 8,0 t/m) erhöht sowie in Silberhausen, Mühlhausen und Ballstädt jeweils 740 m lange Kreuzungsgleise durch Neubau (Silberhausen) bzw. Erweiterung vorhandener Gleise geschaffen werden.